# 秘魯雅首海鯰
秘魯雅首海鯰為輻鰭魚綱鯰形目海鯰科的其中一種，分布於東南太平洋的秘魯海域，體長可達35公分，棲息在沿海，屬肉食性，具毒棘，可作為食用魚。

## 擴展閱讀
維基物種上的相關：秘魯雅首海鯰